# Carmen Arrojo
Carmen Arrojo Maroto (Madrid, 1918 - ibídem, 6 de abril de 2017) fue una militante de las Juventudes Socialistas Unificadas (JSU), maestra y defensora de la Memoria Histórica de España. 

## Trayectoria

### Primeros años y guerra civil
Su primera militancia fue en la Federación Universitaria Escolar (FUE), organización dentro de la cual participó en la creación de la Unión de Estudiantes Antifascistas (UEA). Más tarde, influenciados por la militancia socialista de su padre, ella y su hermano se afiliaron a las Juventudes Socialistas, que en marzo de 1936 se unieron con las Juventudes Comunistas para formar las JSU. En febrero de 1936 colaboró con el Frente Popular haciendo propaganda electoral. Fue elegida secretaria de célula de la JSU en la sección del Sector Vistillas y, en abril de 1936, pasó a ser secretaria femenina del radio.
En los primeros días de la guerra civil organizó varios talleres que suministraban comida y ropa al frente. Arrojo logró que el trabajo de esas mujeres que cosían y cocinaban para los soldados fuera remunerado cuando se institucionalizó la intendencia militar. También organizó una residencia para hijos de combatientes y, tras realizar un curso de enfermería, colaboró con los servicios sanitarios en el hospital de la 46ª división del Ejército Popular, donde fue responsable de los equipos de diatermia, que elevaban la temperatura corporal de los heridos mediante corrientes eléctricas.
Fue nombrada en 1938 por la JSU administrativa del comité de Madrid, e impartió clases en la escuela de cuadros del partido, labor que compaginaba con sus charlas al cuerpo de artilleros. En una de estas charlas conoció a su pareja, Eugenio Moreno, maestro y abogado del servicio jurídico de la República, fusilado el 27 de julio de 1940 y arrojado su cuerpo a una de las fosas comunes del cementerio de Paterna.
En las JSU conoció a Joaquina López Lafitte, una de las Trece Rosas. Como representante de la JSU, participó en un congreso organizado por la Asociación de Mujeres Antifascistas en Valencia.

### Tras la guerra civil
En febrero de 1939, marchó a Valencia, donde Moreno estaba destinado. Decidieron casarse y fijaron la fecha de la boda para el 14 de abril. Ante la inminencia de la derrota se trasladaron con su padre a Alicante, y junto a su hermano, esperaron al barco Winnipeg para salir hacia el exilio. Al no poder embarcar, fue separada de ellos y llevada a un cine junto a otras muchas mujeres, donde pudo ocultar su identidad a los vencedores gracias a su aspecto aniñado.
Volvió a Madrid y, ante el miedo de ser reconocida, huyó a Galicia donde permaneció hasta 1947, fecha en la que pudo volver a su casa. Trabajó de cocinera, costurera y practicante hasta que pudo ejercer como maestra. Permaneció sin documentación hasta 1952. Entre 1966 y 1969 ejerció como profesora de español en la delegación comercial del gobierno comunista de Bulgaria. En 1969 sacó las oposiciones de Magisterio. Entre sus destinos estuvo el pueblo barcelonés de Calaf, donde residió varios años hasta su jubilación, impartiendo literatura y francés.
Tras jubilarse, volvió a Madrid donde colaboró con la Asociación para la Recuperación de la Memoria Histórica (ARMH). Murió el 6 de abril de 2017 en Madrid a los 98 años.

### Memorias
En 2008 fueron publicadas sus memorias, Lo que no se debe perder. Memoria de una republicana, prologadas por Almudena Grandes, en las que relató su vida y su militancia. Está estructurado en tres partes, la primera, la más larga, en la que cuenta sus actividades en la guerra; la segunda, su lucha por la vida en la clandestinidad lejos de Madrid y la tercera su vuelta y, por fin, la recuperación de su nombre y de su vida.

## Reconocimientos
- Participó en los documentales Mujeres republicanas (2010) y Testigos de un tiempo maldito  (2012) dirigidos por Javier Larrauri.[9]
- En 2021 se puso su nombre al Espacio Social y Cultural de Calaf.[6]